# Omaloplia polita
Omaloplia polita är en skalbaggsart som beskrevs av Baraud 1965. Omaloplia polita ingår i släktet Omaloplia och familjen Melolonthidae. Inga underarter finns listade i Catalogue of Life.